# Sascha Herr
Sascha Herr (* 9. Dezember 1979 in Frankfurt-Höchst) ist ein deutscher Politiker (parteilos, zuvor AfD). Er ist seit 2024 Abgeordneter des Hessischen Landtags.

## Leben
Herr machte eine Ausbildung als Fleischer und lebt in Oberreifenberg, einem Ortsteil von Schmitten im Taunus. Er ist verwitwet und hat zwei Kinder. Er war Mitglied der AfD und stellvertretender Kreisvorsitzender der AfD im Hochtaunuskreis. Bei der Kommunalwahl in Hessen 2021 wurde er als einziges Mitglied der AfD in die Gemeindevertretung der Gemeinde Schmitten gewählt. Daneben erhielt er ein Mandat im Kreistag. Beruflich arbeitete er seit der Kommunalwahl als Referent der AfD-Fraktion der Stadtverordnetenversammlung Wiesbaden.
Bei der Landtagswahl in Hessen 2023 wurde er in den Hessischen Landtag gewählt. Kurz darauf beschloss die AfD-Landtagsfraktion, ihn nicht in die Fraktion aufzunehmen und ein Parteiausschlussverfahren durchzuführen. Am 1. November 2023 trat Herr aus der AfD aus. Er kündigte an, das Mandat im Landtag als fraktionsloser Abgeordneter wahrzunehmen. Seine Mandate im Kreistag und in der Gemeindevertretung legte er hingegen nieder.
Grund für die Nichtaufnahme in die AfD-Fraktion waren langjährige Kontakte in die rechtsextreme Szene und Besuche bei Konzerten rechtsextremer Bands. Bei einem dieser Konzerte, dem Festival „Rock gegen Überfremdung“ in Themar 2017, ließ Herr sich mit einem führenden Mitglied der verbotenen rechtsextremen Gruppe Combat 18 fotografieren. Das T-Shirt, das er auf dem Foto trug, stammte von einem Rechtsrockkonzert der ebenfalls verbotenen Hammerskins im Jahr 2016 in der Schweiz.
Obwohl diese Umstände bereits vor der Kommunalwahl 2021 bekannt gewesen waren, hatte der Kreisverband der AfD damals auf ein Parteiausschlussverfahren verzichtet. Herr gab an, er sei zwar damals in die Schweiz gereist, habe aber am eigentlichen Konzert nicht teilgenommen. Nach der Entscheidung von Landtagsfraktion und Landesvorstand im Herbst 2023 stellte sich der Kreisvorstand weiter hinter Herr. Der Kreisvorsitzende Manfred Blatt gab an, nach seiner Kenntnis habe Herr keine Kontakte in die Neonaziszene.